# Азир
Азир (фр. Azur) насеље је и општина у југозападној Француској у региону Аквитанија, у департману Ланд која припада префектури Дакс.
По подацима из 2011. године у општини је живело 615 становника, а густина насељености је износила 36,3 становника/km². Општина се простире на површини од 16,94 km². Налази се на средњој надморској висини од 20 метара (максималној 49 m, а минималној 3 m).

## Демографија
| 1962. | 1968. | 1975. | 1982. | 1990. | 1999. | 2011. |
| ----- | ----- | ----- | ----- | ----- | ----- | ----- |
| 323   | 347   | 362   | 357   | 377   | 447   | 615   |

График промене броја становника у току последњих година